# 대사성 산증
대사성 산증(metabolic acidosis)은 몸의 산-염기 균형에 이상이 생기는 심각한 전해질 장애이다. 세 가지 주된 기저 원인이 있는데, 산 생산 증가, 중탄산염 손실, 콩팥의 산 배설 능력 감소가 그것들이다. 대사성 산증은 동맥혈 pH가 7.35 밑으로 떨어지는 산혈증으로 이어질 수 있다. 산혈증과 산증은 같지 않다. 수소 이온 농도는 다른 산-염기 장애에 의해서도 영향을 받을 수 있으므로 대사성 산증 환자에서 pH는 낮을 수도, 정상일 수도, 높을 수도 있다.
수 분에서 수 일 정도 지속되는 급성 대사성 산증은 중증 질환이나 입원 중에 종종 발생한다. 일반적으로 급성 대사성 산증은 몸이 지나치게 많은 양의 유기산(케톤체면 케톤산증, 락트산이면 젖산산증)을 생산하는 것이 원인이다. 수 주에서 연 단위로 지속되는 만성 대사성 산증은 만성 신부전과 같은 콩팥 기능 손상이나, 중탄산염이 손실되고 있는 것이 원인이 될 수 있다. 급성과 만성 대사성 산증은 부작용에도 차이가 있다. 급성의 경우 입원 중 심혈관계에 영향을 미칠 수 있으며, 만성은 근육이나 뼈, 콩팥, 심혈관계 건강에 영향을 줄 수 있다.

## 증상과 징후

### 급성 대사성 산증
특이적이지 않은 증상들이 나타나며 동맥혈가스분석에서 확실한 대사성 산증 소견을 보이지 않으면 진단이 어려워질 수 있다. 심계항진, 두통, 저산소증으로 인한 의식 상태 저하, 시력 저하, 구역질, 구토, 복통, 식욕 변화와 그로 인한 체중 증가, 근력저하, 골통증, 관절통 등의 증상이 나타날 수 있다. 급성 대사성 산증 환자들은 쿠스마울호흡이라고 하는 빠르고 깊은 호흡 패턴을 보일 수 있다. 쿠스마울호흡은 고전적으로 당뇨병성 케톤산증과 연관되어 나타난다고 여겨진다. 쿠스마울호흡 시 날숨으로 배출되는 이산화탄소 양이 늘어나 혈청 이산화탄소 농도는 감소한다. 따라서 산증을 어느 정도 보상할 수 있다. 과도한 보상으로 인해 호흡성 알칼리증이 나타날 수 있으나 실제로 pH가 7.45를 넘어가 알칼리혈증이 발생하지는 않는다.
매우 심한 산혈증은 신경이나 심장의 합병증으로도 이어질 수 있다.
- 신경계 합병증: 무기력, 혼미, 혼수, 발작
- 심장 관련 합병증: 부정맥(심실빈맥 등)과 에피네프린 반응성 저하로 인한 저혈압

가끔 신체검사를 통해 질병의 징후들을 발견할 수도 있으나 정상인 경우도 자주 있다. 에틸렌 글라이콜 중독에서는 뇌신경 이상이나 뇌부종이 발견되기도 했으며, 메탄올 중독 환자의 절반 정도는 시각적인 이상을 보인다. 중독은 대사성 산증의 일종인 케톤산증의 원인이 되기도 한다.

### 만성 대사성 산증
만성 대사성 산증은 비특이적인 임상 증상을 보이나 만성 신부전 환자에서 혈청 중탄산염 농도를 검사하여 쉽게 진단할 수 있다. 만성 신부전 G3-G5기 환자는 대사성 산증 여부를 항상 감시해야 한다.

## 진단적 접근과 원인
대사성 산증은 혈청 pH 감소와 혈청 중탄산염 농도(정상 범위는 22-29 mEq/L)가 22 mEq/L 밑으로 떨어지는 비정상적인 상황으로 정의된다. 그러나 대사성 산증뿐만 아니라 다른 산-염기 이상을 가진 사람의 경우 pH는 낮을 수도, 정상일 수도, 높을 수도 있다. 만성 호흡성 알칼리증이 없는 경우 대사성 산증은 혈청 중탄산염 농도를 측정하여 임상적으로 진단하며, 보통 혈액 패널에 표준으로 포함되어 있다. 대사성 산증 진단을 내릴 때는 시간에 따른 혈청 중탄산염 농도의 변화를 반드시 고려해야 한다. 중탄산염 초기 농도를 알지 못하면 검사 결과를 잘못 해석할 수 있다.

### 원인
일반적으로 대사성 산증은 몸이 너무 많은 양의 산을 생산하거나(젖산산증 등), 혈액 내에서 중탄산염이 소실되거나, 콩팥이 산을 몸에서 충분히 제거하지 못하여 발생한다.
만성 대사성 산증은 암모니아 생성을 통해 과량의 산을 배설하는 콩팥의 능력이 저하되어 가장 자주 발생한다. 일반적인 서구식 식단은 75-100 mEq의 산을 매일 생산한다. 정상적인 콩팥 기능을 가진 사람들에서는 이런 매일 섭취하는 산을 제거하기 위해 암모니아 생산을 증가시킨다. 콩팥 기능이 저하되면 세뇨관에서 과량의 산을 배설하는 능력이 사라지며 혈청 중탄산염이 대신 이 산을 완충시킨다.
급성 대사성 산증의 여러 원인이 존재하며, 이런 원인들을 음이온차이가 높은 그룹과 정상인 그룹으로 분류하는 것이 유용하다.
음이온차이 증가
고음이온차이 대사성 산증의 원인에는 다음과 같은 것들이 있다.
- 젖산산증[17]
- 케톤산증 (당뇨병, 알코올, 굶주림으로 인한 경우)[18]
- 만성 신부전[19]
- 장기간 고용량의 아세트아미노펜 복용 시 일시적인 혈중 피로글루탐산 농도 증가(5-oxoprolinemia, 종종 패혈증, 간부전, 신부전, 영양실조가 동반)[20]
- 중독
  - 살리실산염, 메탄올, 에틸렌 글라이콜[18]
  - 유기산, 파라알데하이드, 에탄올, 폼알데하이드[21]
  - 일산화 질소, 사이안화물, 이부프로펜, 메트포르민[22]
- 프로필렌 글라이콜 (L, D-젖산으로 대사되며 집중치료실에서 사용되는 특정 IV 약물 투여에서 종종 발견)[23]
- 대량의 횡문근융해증[24]
- 이소니아지드, 철, 페넬진, 트라닐시프로민, 발프로산, 베라파밀[25]
- 토피라메이트
- 황산염[26]

음이온차이 정상
대사성 산증의 원인 중 음이온차이가 정상인 경우는 다음과 같다.
- 무기산 추가
  - HCl, NH
4Cl 투여나 섭취
- 위장관계에서 염기가 소실됨
  - 설사
  - 작은창자의 누공이나 배액
  - 장으로 소변이 나가게 하는 요로전환술
- 콩팥에서 염기가 소실되거나 산이 저류됨
  - 요세관성 산증의 일종인 제1형 요세관성 산증, 제2형 요세관성 산증

- 고영양
- 애디슨병
- 아세타졸아마이드
- 스피로놀락톤
- 식염수 투여

대사성 산증의 유형을 구별하는 데에는 음이온차이라는 임상적 도구가 매우 유용하다. 음이온차이는 나트륨과 칼륨 농도의 합에서 염소와 중탄산염 농도의 합을 빼서 계산한다. 즉 음이온차이는 ( [Na+] + [K+] ) − ( [Cl−] + [HCO3−] )이다.
나트륨이 세포 바깥의 주된 양이온이며 염소와 중탄산염이 주된 음이온이므로 음이온차이는 남아 있는 음이온의 양을 반영하게 된다. 정상적인 음이온차이 값은 8–16mmol/L (12±4)이다. 음이온차이 증가( > 16 mmol/L)는 특정 독에 의한 중독, 젖산산증, 케토산증 등의 대사성 산증의 증거가 된다. 음이온차이는 심각한 고중성지질혈증 같이 나트륨 농도 측정이 잘못되는 경우 가짜로 정상 결과가 나올 수 있다. 또한 나트륨과 칼륨 이외의 양이온(칼슘, 마그네슘 등) 농도가 낮아졌을 때 올라갈 수 있다.
감별진단을 위해서는 독성학적 감시와 콩팥의 영상 검사, 전해질(염소 등)과 글루코스, 콩팥 기능 등의 검사, 일반 혈액 검사가 필수적일 수 있다. 소변 검사를 통해 산성도(살리실산염 중독)나 알칼리도(제1형 요세관성 산증)를 밝힐 수 있다. 케톤산증의 경우 케톤체가 나타난다. 산증에 의한 과다환기와 천식을 감별하는 것도 중요하다. 그렇지 않으면 치료로 인해 오히려 부적절한 기관지이완이 일어날 수 있다.

## 병태생리

### 보상 기전
대사성 산증은 감소한 중탄산염(HCO−
3) 농도가 특징인데, 중탄산염 감소는 산(케톤산이나 락트산 등)의 생산이 증가하는 경우, 콩팥이나 위장관계에서 HCO−
3가 지나치게 소실되는 경우, 충분한 HCO−
3를 생산하지 못하는 경우 발생한다. 이를 통해 알 수 있듯 몸에서 산과 염기의 균형을 유지하는 것은 기관, 조직, 세포의 기능이 최적으로 유지되는 데에 중요하다.
몸은 네 가지의 완충 기전을 통해 산성도를 조절한다.
- 중탄산염 완충계
- 단백질, 인, 뼈의 중탄산염 등 여러 분자들을 통해 수소 이온을 흡수하는 세포내의 완충
- 호흡보상. 환기량이 증가하면 더 많은 이산화 탄소가 몸에서 제거되어 pH를 올리는 데에 도움을 준다.
- 콩팥보상

### 완충
대사성 산증에서 중탄산염 농도가 감소하는 것은 과도한 수소 이온을 완충하기 위해 중탄산염이 소모되기 때문이다. 완충 반응의 식은 다음과 같다.
{\displaystyle {\ce {H+ + HCO3- <=> H2CO3 <=> CO2 + H2O}}}
헨더슨-하셀바흐 방정식은 혈중 pH와 중탄산염 완충계 사이의 관계를 수학적으로 기술한 식이다.
{\displaystyle {\text{pH}}={\text{pK}}_{a}+\mathop {\mathrm {Log} } {\frac {\left[{\text{HCO}}_{3}^{-}\right]}{\left[{\text{CO}}_{2}\right]}}}
헨리의 법칙에 의하여 [CO2] = 0.03 × PaCO2가 성립한다.
(PaCO2는 동맥혈에서 CO2의 압력이다.)
각각의 변수에 정상일 때의 값을 대입하면 다음과 같이 정상 동맥혈 pH 값을 얻을 수 있다.
{\displaystyle {\text{pH}}=6.1+\mathop {\mathrm {Log} } \left[{\frac {24}{0.03\times 40}}\right]}
{\displaystyle =6.1+1.3}
{\displaystyle =7.4}

## 결과

### 급성 대사성 산증
급성 대사성 산증은 입원 중이거나 급성의 생명을 위협하는 질환이 있을 때 가장 자주 발생한다. 예후가 불량한 경우가 자주 있으며 pH가 7.20에서 치료되지 않았을 경우 사망률은 57%까지 높아진다. pH가 낮을 때 급성 대사성 산증으로 인해 순환계와 장기 기능이 손상될 수 있다.

### 만성 대사성 산증
만성 대사성 산증은 eGFR(추정 사구체여과율)이 45 ml/min/1.73m2 밑으로 떨어진 경도에서 중등도의 만성 신부전 환자에서 가장 자주 발생한다. 그러나 대사성 산증은 만성 신부전이 발생하는 더 초기 단계에서도 나타날 수 있다. 여러 동물과 사람을 대상으로 한 연구들에서 만성 신부전 환자에서의 대사성 산증은 세포 기능에 심각한 부작용을 일으켜 높은 사망률을 일으키는 데에 일조할 수 있다는 사실을 밝혔다.
만성 신부전과 만성 대사성 산증이 동반된 환자에서 가장 좋지 않은 결과는 뼈와 근육에 해로운 변화가 생기는 것이다. 산의 완충은 골밀도 손실로 인해 골절, 콩팥뼈형성장애, 골질환 가능성을 높인다. 또한 단백질의 이화작용이 증가하여 근손실로 이어진다. 만성 신부전 환자에서의 대사성 산증은 콩팥 기능 저하와도 관련되어 있다. 콩팥 기능 저하는 만성 신부전의 합병증이자 신부전이 악화되는 기저 원인이기도 하다.

## 치료
대사성 산증의 치료는 기저 원인에 따라 달라지며, 병의 진행 과정을 반전시키는 데에 초점을 둔다. 치료 계획을 세울 때 급성과 만성을 구별하는 것이 중요하다.

### 급성 대사성 산증
중탄산염 치료는 심각한 급성 콩팥 손상이 있으면서 중증 급성 산혈증(pH < 7.11)이나 덜 중증의 급성 산혈증(pH 7.1-7.2)을 보이는 환자들에게 일반적으로 시행된다. 급성 콩팥 손상이 없는 한 덜 중증의 산혈증(pH ≥ 7.1) 환자에서는 중탄산염 치료가 권장되지 않는다. BICAR-ICU 실험에서는 pH >7.3을 유지하기 위한 중탄산염 치료는 치명률과 치료 7일 후 최소 하나의 장기부전 존재 여부의 복합 결과에 대해 전반적인 효과를 보이지 못했다. 그러나 중증의 급성 콩팥 손상이 있는 환자들의 경우 중탄산염 치료는 앞선 복합 결과나 28일째의 치명률, 인공투석 필요성을 크게 낮추는 결과를 보였다.

### 만성 대사성 산증
만성 신부전이 있는 경우 만성 대사성 산증을 치료하면 만성 신부전의 진행을 늦출 수 있다. 만성 대사성 산증을 치료하기 위한 식단 중재 시에는 소변의 순수한 산 배설량을 감소시키고 TCO2를 증가시킬 수 있는 염기 유도 과일과 야채가 들어갈 수 있다. 케토아날로그 보충 저단백 채식 식단을 통해 일일 단백질 섭취를 제한하면 만성 대사성 산증이 동반된 만성 신부전 환자의 교정에 영양상 안전한 선택지가 된다는 연구도 있다.
만성 대사성 산증 치료에 사용되는 가장 흔한 치료는 경구 중탄산염이다. NKF/KDOQI 가이드라인은 혈청 중탄산염 농도가 <22 mEq/L일 때 중탄산염 농도를 ≥ 22 mEq/L로 유지하기 위해 치료를 시작하라고 권장한다. 경구 알칼리 치료의 효과에 대해 조사한 연구들은 치료가 혈청 중탄산염 농도 개선을 통해 콩팥 기능 저하를 느리게 하고, 단백뇨를 감소시켜 신부전으로 질병이 악화될 위험을 낮춘다고 밝혔다. 그러나 경구 알칼리 치료는 위장관계 불내증, 부종 악화, 고혈압 악화 등의 부작용을 보인다. 또한 만성 대사성 산증을 치료하기 위해서는 고용량의 경구 알칼리가 필요한데, 이때 알약의 양이 많아 환자가 치료를 지속하기 부담스러워 할 수 있다.
Veverimer(TRC 101)는 위장관계에서 산과 결합하여 대변으로 산이 제거되도록 하는 실험 중인 유망한 약물이다. 따라서 체내 산의 양이 감소하여 혈중 중탄산염 농도가 올라간다. 더블 블라인드 대조군 통제 임상 3상 연구를 대사성 산증과 만성 신부전이 있는 환자들에서 12주 동안 수행한 결과 Veverimer가 효율적이고 안전하게 대사성 산증을 단기적으로 교정한다는 결과가 나왔다. 또한 장기간 안전성을 평가하기 위한 블라인드 대조군 통제 40주 임상 시험 결과 신체 기능과 사망률, 인공투석, eGFR 50% 감소의 혼합 목표(combined endpoint)에 지속적인 개선이 나타났다.

## 같이 보기
- 대사성 알칼리증
- 호흡성 산증
- 호흡성 알칼리증